# Daïra de Maghnia
La daïra de Maghnia est une daïra d'Algérie située dans la wilaya de Tlemcen et dont le chef-lieu est la ville éponyme de Maghnia.

## Localisation
La daïra est située à l'ouest de la wilaya de Tlemcen.

## Communes de la daïra
La daïra de Maghnia est composée de deux communes : Hammam Boughrara et Maghnia.